# Числова ос
Числова ос (или числова права) е права, върху която се изобразяват реалните числа, като се избира начална точка (обикновено нулата 0) и единична отсечка (като мерна единица). За да се намери образът на съответното число, единичната отсечка или части от нея се нанасят необходимия брой пъти надясно или наляво, съответно за положително и отрицателно число, от началото на оста. По числовата ос числата разположени все по-надясно от началото растат, а тези които са все по-наляво от началото намаляват. Това свойство се използва при сравняването на числа.